# Liste des grades de l'armée tunisienne
Les grades des forces armées tunisiennes (armée de terre, armée de l'air, marine) ainsi que ceux des services communs sont identiques d'un point de vue statutaire et protocolaire, car définis par le statut général des militaires. Seuls les appellations et les insignes diffèrent suivant les armées, les services et parfois même les armes, ce qui constitue les hiérarchies particulières.
Les sapeurs-pompiers civils et les forces de sécurité intérieure, bien que n'étant pas militaires, ont des grades et des insignes de grade semblables à ceux de l'armée de terre.
L'armée tunisienne est composée des corps des officiers, des sous-officiers et des hommes du rang.

## Armée de terre
|  |  |  |  |  |  |  |  |  |  |

|  |  |  |  |  |  |  |  |  |

## Armée de l'air
|  |  |  |  |  |  |  |  |  |  |

|  |  |  |  |  |  |  |  |  |

## Marine nationale
|  |  |  |  |  |  |  |  |  |  |

|  |  |  |  |  |  |  |  |  |